# Star Wars, épisode I : La Menace fantôme (bande originale)
 (mai 2015).
Si vous disposez d'ouvrages ou d'articles de référence ou si vous connaissez des sites web de qualité traitant du thème abordé ici, merci de compléter l'article en donnant les références utiles à sa vérifiabilité et en les liant à la section « Notes et références ».
Albums de John Williams
Ma meilleure ennemie
(1998) Les Cendres d'Angela
(1999)
Bandes originales de Star Wars
Le Retour du Jedi
(1983) L'Attaque des clones
(2002)
La bande originale de Star Wars, épisode I : La Menace fantôme est composée par John Williams et est sortie deux semaines avant le film homonyme le 4 mai 1999. En vue du film, très attendu, cette bande originale devient disque de platine aux États-Unis et disque d'or au Royaume-Uni. Trois éditions sont disponibles dès 1999, et une  version supplémentaire sort au mois de février 2012.

## Développement
Enregistré à partir du 10 février 1999 aux studios Abbey Road par l'Orchestre symphonique de Londres et la chorale de Londres, sous la direction de John Williams, dont cet enregistrement est le premier pour un film Star Wars depuis seize ans et Star Wars, épisode VI : Le Retour du Jedi. Cette bande originale est produite par John Williams lui-même, assisté de Shawn Murphy pour l'enregistrement et le mixage. Comme pour les trois premiers films de la saga, Kenneth Wannberg en est l'éditeur musical.
Durant la production du film et de l'enregistrement le réalisateur George Lucas et John Williams décident que les bandes originales des deux films suivants reposeraient fortement sur celle-ci.
Aucun enregistrement vraiment complet n'est jamais sorti, mais la majorité des morceaux inédits peuvent être entendus dans plusieurs jeux vidéo édités par LucasArts.
Après la sortie de l'album, une version bootleg bien plus complète et très populaire commence à détourner une partie des profits attendus. En réaction, Sony Classical décide d'éditer une Ultimate Edition contenant une grande partie des compositions entendues dans le film.
A noter que la bande originale étant sortie 2 semaines avant le film, quelques informations clés de l'intrigue ont pu être connues dès la sortie du disque, le plus important étant la mort du personnage interprété par Liam Neeson.

### Versions
La bande originale de La Menace fantôme est disponible en quatre versions, trois sorties en 1999 et 2000 et la dernière éditée à l'occasion de la réédition en 3D du film en février 2012. La première est l'édition originale sur CD contenant dix-sept pistes de l'enregistrement et organisée par John Williams qui souhaite le présenter comme il le serait en concert. La deuxième version est identique, mais éditée en Long Play vendu chez des détaillants spécialisés. La troisième, éditée en deux CD le 14 novembre 2000 sous l'appellation Ultimate Edition et contenant l'enregistrement pratiquement tel qu'entendu dans le film, même si présenté par Sony Classical comme « (en) every notes ever recorded », alors que cette édition ne contient pas l'enregistrement au complet. Enfin, la quatrième version est une réédition spéciale accompagnant la sortie du film en 3D et contenant Duel of the Fates (Dialogue Version), piste bonus originellement incluse dans l'édition deux-CD.
Finalement, aucune des quatre éditions ne contient l'enregistrement complet et aucune édition complète n'est disponible. La version deux-CD contient des compositions absentes de l'édition originale et inversement.

## Listes des titres

### Édition originale
| 1.      | Star Wars Main Title and The Arrival at Naboo                | 2:55 |
| 2.      | Duel of the Fates                                            | 4:14 |
| 3.      | Anakin's Theme                                               | 3:05 |
| 4.      | Jar Jar's Introduction and The Swim to Otoh Gunga            | 5:07 |
| 5.      | The Sith Spacecraft and The Droid Battle                     | 2:37 |
| 6.      | The Trip to the Naboo Temple and The Audience with Boss Nass | 4:07 |
| 7.      | The Arrival at Tatooine and The Flag Parade                  | 4:04 |
| 8.      | He Is the Chosen One                                         | 3:53 |
| 9.      | Anakin Defeats Sebulba                                       | 4:24 |
| 10.     | Passage Through the Planet Core                              | 4:40 |
| 11.     | Watto's Deal and Kids at Play                                | 4:57 |
| 12.     | Panaka and the Queen's Protectors                            | 3:24 |
| 13.     | Queen Amidala and The Naboo Palace                           | 4:51 |
| 14.     | The Droid Invasion and The Appearance of Darth Maul          | 5:14 |
| 15.     | Qui-Gon's Noble End                                          | 3:48 |
| 16.     | The High Council Meeting and Qui-Gon's Funeral               | 3:09 |
| 17.     | Augie's Great Municipal Band and End Credits                 | 9:37 |
| 1:14:06 |                                                              |      |

### Ultimate Edition

#### CD1
| No | Titre       | Durée |
| -- | ----------- | ----- |
| 1. | Fox Fanfare | 0:23  |

| 2. | Star Wars Main Title                  | 1:24 |
| 3. | Boarding The Federation Battleship    | 2:31 |
| 4. | Death Warrant For Qui-Gon And Obi-Wan | 1:18 |
| 5. | Fighting The Destroyer Droids         | 1:44 |
| 6. | Queen Amidala Warns The Federation    | 2:23 |
| 7. | The Droid Invasion                    | 1:00 |

| 8.  | Swimming To Otoh Gunga   | 0:56 |
| 9.  | Inside the Bubble City   | 3:05 |
| 10. | Attack of the Giant Fish | 1:37 |

| 11. | Darth Sidious and the Passage Through the Planet Core | 1:04 |

| 12. | The Giant Squid And The Attack On Theed | 1:18 |
| 13. | Qui-Gon And Obi-Wan Rescue The Queen    | 2:09 |
| 14. | Fighting The Guards                     | 1:42 |
| 15. | Escape From Naboo                       | 2:04 |
| 16. | Enter Darth Maul                        | 1:07 |

| 17. | The Arrival At Tatooine                        | 2:28 |
| 18. | Street Band Of Mos Espa                        | 1:16 |
| 19. | Padme Meets Anakin                             | 1:12 |
| 20. | Desert Winds [deleted from the film]           | 1:28 |
| 21. | Jar Jar’s Run-In With Sebulba                  | 1:18 |
| 22. | Anakin’s Home And The Introduction To Threepio | 2:22 |

| 23. | Darth Sidious And Darth Maul | 1:12 |

| 24. | Talk Of Podracing | 2:58 |

| 25. | Watto’s Deal / Shmi And Qui-Gon Talk                   | 2:24 |
| 26. | Anakin, Podracer Mechanic                              | 1:38 |
| 27. | The Racer Roars To Life / Anakin’s Midi-Chlorian Count | 1:24 |
| 28. | Darth Maul And The Sith Spacecraft                     | 1:00 |
| 29. | Mos Espa Arena Band                                    | 0:53 |
| 30. | Watto’s Roll Of The Die                                | 1:59 |
| 31. | The Flag Parade                                        | 1:14 |
| 32. | Sebulba’s Dirty Hand / Qui-Gon’s Pep Talk              | 1:37 |

| 33. | Anakin Defeats Sebulba | 2:17 |

| 34. | Hail To The Winner, Anakin Skywalker | 1:13 |

| Mos Espa Folk Song | Mos Espa Folk Song | Mos Espa Folk Song | Mos Espa Folk Song | Mos Espa Folk Song | Mos Espa Folk Song | Mos Espa Folk Song | Mos Espa Folk Song | Mos Espa Folk Song | Mos Espa Folk Song |
| No                 | Titre              | Durée              |                    |                    |                    |                    |                    |                    |                    |
| ------------------ | ------------------ | ------------------ | ------------------ | ------------------ | ------------------ | ------------------ | ------------------ | ------------------ | ------------------ |
| 35.                | The Street Singer  | 1:13               |                    |                    |                    |                    |                    |                    |                    |
| 57:27              |                    |                    |                    |                    |                    |                    |                    |                    |                    |

#### CD2
| 1. | Anakin Is Free                | 5:04 |
| 2. | Qui-Gon And Darth Maul Meet   | 1:48 |
| 3. | Anakin And Group To Coruscant | 4:11 |

| 4. | The Queen And Palpatine | 0:41 |

| 5. | High Council Meeting | 2:37 |

| 6.  | The Senate                             | 1:12 |
| 7.  | Anakin’s Test                          | 3:41 |
| 8.  | Qui-Gon’s Mission/Obi-Wan’s Warning    | 3:47 |
| 9.  | Nute And Rune Confer With Dark Sidious | 0:29 |
| 10. | The Queen And Group Land On Naboo      | 2:19 |
| 11. | Jar Jar Leads Groups To The Gungans    | 2:25 |
| 12. | War Plans                              | 2:31 |

| 13. | Darth Sidious Receives News Of The Gungan Army | 0:25 |
| 14. | The Gungans March                              | 0:57 |

| 15. | The Queen And Her Group Sneak Back To The Palace | 0:18 |
| 16. | The Battle Begins                                | 0:24 |
| 17. | The Republic Pilots Take Off Into Space          | 1:26 |

| 18. | Activate The Droids                             | 0:44 |
| 19. | The Gungans Fight Back                          | 0:24 |
| 20. | The Duel Begins                                 | 0:51 |
| 21. | Anakin Takes Off In Spaceship                   | 0:47 |
| 22. | The Duel Continues                              | 0:59 |
| 23. | The Battle Rages On                             | 1:59 |
| 24. | Qui-Gon, Obi-Wan And Darth Maul Continue Battle | 1:22 |

| 25. | Qui-Gon, Darth Maul And The Invisible Wall            | 0:14 |
| 26. | The Gungans Retreat And The Queen Surrenders          | 2:18 |
| 27. | The Death Of Qui-Gon And The Surrender Of The Gungans | 2:28 |

| 28. | The Tide Turns/The Death Of Darth Maul | 3:24 |

| 29. | The Queen Confronts Nute And Rune | 1:47 |
| 30. | The Funeral Of Qui-Gon            | 1:18 |

| 31. | The Parade | 1:24 |

| Titles  | Titles                                             | Titles | Titles | Titles | Titles | Titles | Titles | Titles | Titles |
| No      | Titre                                              | Durée  |        |        |        |        |        |        |        |
| ------- | -------------------------------------------------- | ------ | ------ | ------ | ------ | ------ | ------ | ------ | ------ |
| 32.     | End Credits                                        | 8:14   |        |        |        |        |        |        |        |
| 33.     | Duel of the Fates (Dialogue Version) – BONUS TRACK | 4:21   |        |        |        |        |        |        |        |
| 1:07:04 |                                                    |        |        |        |        |        |        |        |        |

## Récompenses et nominations
- BMI Film and TV Awards de la meilleure musique de film
- nomination au Grammy Awards de la meilleure composition instrumentale pour un film

L'album Star Wars Episode I: The Phantom Menace – Original Motion Picture Soundtrack a été certifié disque de platine (1 000 000 d'unités vendues).